# Mistrzostwa Świata w Piłce Nożnej 2006 (eliminacje strefy CONCACAF)/Runda półfinałowa
W rundzie półfinałowej dwunastu zwycięzców preeliminacji zostało podzielonych na 3 grupy po 4 zespoły w każdej. W grupach rozegrano mecze systemem każdy z każdym, mecz i rewanż, a po 2 zespoły mające na koniec rundy najwięcej punktów w każdej z nich były promowane do rundy finałowej.

## Grupa 1

### Tabela
| Reprezentacja     | Pkt | M | Z | R | P | Br+ | Br- | +/- |
| ----------------- | --- | - | - | - | - | --- | --- | --- |
| Stany Zjednoczone | 12  | 6 | 3 | 3 | 0 | 13  | 3   | 10  |
| Panama            | 8   | 6 | 2 | 2 | 2 | 8   | 11  | -3  |
| ' Jamajka         | 7   | 6 | 1 | 4 | 1 | 7   | 5   | 2   |
| Salwador          | 4   | 6 | 1 | 1 | 4 | 2   | 11  | -9  |

|                   | Jamajka | Panama | Salwador | Stany Zjednoczone |
| ----------------- | ------- | ------ | -------- | ----------------- |
| Jamajka           | –       | 1:2    | 0:0      | 1:1               |
| Panama            | 1:1     | –      | 3:0      | 1:1               |
| Salwador          | 0:3     | 2:1    | –        | 0:2               |
| Stany Zjednoczone | 1:1     | 6:0    | 2:0      | –                 |

### Wyniki
| 18 sierpnia 2004 18:00 | Jamajka · Ian Goodison 49' | 1:1(0:0)raport | Stany Zjednoczone · Brian Ching 88' | Independence Park, Kingston Widzów: 30 000 Sędzia: William Mattus (Kostaryka) |
|                        |                            |                |                                     |                                                                               |

| 18 sierpnia 2004 19:30 | Salwador · Victor Velasquez 7' · Jorge Rodríguez 45' | 2:1(2:1)raport | Panama · Julio Dely Valdés 36' | Estadio Cuscatlan, San Salvador Widzów: 11 400 Sędzia: Mauricio Navarro (Kanada) |
|                        |                                                      |                |                                |                                                                                  |

| 4 września 2004 16:00 | Stany Zjednoczone · Brian Ching 5' · Landon Donovan 68' | 2:0(1:0)raport | Salwador | Gillette Stadium, Boston Widzów: 25 266 Sędzia: Neal Brizan (Trynidad i Tobago) |
|                       |                                                         |                |          |                                                                                 |

| 4 września 2004 19:00 | Jamajka · Damani Ralph 77' | 1:2(0:1)raport | Panama · Roberto Brown 2' · Julio Dely Valdés 90' | Independence Park, Kingston Widzów: 24 000 Sędzia: Carlos Batres (Gwatemala) |
|                       |                            |                |                                                   |                                                                              |

| 8 września 2004 19:30 | Salwador | 0:3(0:3)raport | Jamajka · Marlon King 3' · Marlon King 38' · Micah Hyde 40' | Estadio Cuscatlan, San Salvador Widzów: 25 000 Sędzia: Gilberto Alcalá (Meksyk) |
|                       |          |                |                                                             |                                                                                 |

| 8 września 2004 20:00 | Panama · Roberto Brown 69' | 1:1(0:0)raport | Stany Zjednoczone · Cobi Jones 90+1' | Estadio Rommel Fernández, Panama Widzów: 15 000 Sędzia: Marco Rodríguez (Meksyk) |
|                       |                            |                |                                      |                                                                                  |

| 9 października 2004 19:30 | Salwador | 0:2(0:1)raport | Stany Zjednoczone · Brian McBride 29' · Eddie Johnson 75' | Estadio Cuscatlan, San Salvador Widzów: 20 000 Sędzia: Carlos Batres (Gwatemala) |
|                           |          |                |                                                           |                                                                                  |

| 9 października 2004 20:00 | Panama · Roberto Brown 24' | 1:1(1:0)raport | Jamajka · Theodore Whitmore 75' | Estadio Rommel Fernández, Panama Widzów: 16 000 Sędzia: José Pineda (Honduras) |
|                           |                            |                |                                 |                                                                                |

| 13 października 2004 19:00 | Jamajka | 0:0raport | Salwador | Independence Park, Kingston Widzów: 12 000 Sędzia: Walter Quesada (Kostaryka) |
|                            |         |           |          |                                                                               |

| 13 października 2004 19:30 | Stany Zjednoczone · Landon Donovan 21' · Landon Donovan 56' · Eddie Johnson 69' · Eddie Johnson 84' · Eddie Johnson 86' · José Anthony Torres 89' (sam.) | 6:0(1:0)raport | Panama | RFK Stadium, Waszyngton Widzów: 22 000 Sędzia: Ramesh Ramdhan (Trznidad i Tobago) |
|                            | |                |        |                                                                                   |

| 17 listopada 2004 19:30 | Panama · Roberto Brown 4' · Felipe Baloy 7' · José Luis Garcés 21' | 3:0(3:0)raport | Salwador | Estadio Rommel Fernández, Panama Widzów: 9 502 Sędzia: Benito Archundia (Meksyk) |
|                         |                                                                    |                |          |                                                                                  |

| 17 listopada 2004 19:30 | Stany Zjednoczone · Eddie Johnson 15' | 1:1(1:1)raport | Jamajka · Andy Williams 26' | Columbus Crew Stadium, Columbus Widzów: 9 088 Sędzia: Mauricio Navarro (Kanada) |
|                         |                                       |                |                             |                                                                                 |

## Grupa 2

### Tabela
| Reprezentacja | Pkt | M | Z | R | P | Br+ | Br- | +/- |
| ------------- | --- | - | - | - | - | --- | --- | --- |
| Kostaryka     | 10  | 6 | 3 | 1 | 2 | 12  | 8   | 4   |
| Gwatemala     | 10  | 6 | 3 | 1 | 2 | 7   | 9   | -2  |
| Honduras      | 7   | 6 | 1 | 4 | 1 | 9   | 7   | 2   |
| Kanada        | 5   | 6 | 1 | 2 | 3 | 4   | 8   | -4  |

|           | Gwatemala | Honduras | Kanada | Kostaryka |
| --------- | --------- | -------- | ------ | --------- |
| Gwatemala | –         | 1:0      | 0:1    | 2:1       |
| Honduras  | 2:2       | –        | 1:1    | 0:0       |
| Kanada    | 0:2       | 1:1      | –      | 1:3       |
| Kostaryka | 5:0       | 2:5      | 1:0    | –         |

### Wyniki
| 18 sierpnia 2004 19:00 | Kanada | 0:2(0:1)raport | Gwatemala · Carlos Ruíz 7' · Carlos Ruíz 59' | Swangard Stadium, Burnaby Widzów: 6 500 Sędzia: Rodolfo Sibrian (Salwador) |
|                        |        |                |                                              |                                                                            |

| 18 sierpnia 2004 20:00 | Kostaryka · Andy Herrón 20' · Andy Herrón 36' | 2:5(2:2)raport | Honduras · David Suazo 22' · Julio César de León 35' · Amado Guevara 77' · Iván Guerrero 87' · Saul Martínez 89' | Estadio Alejandro Morera Soto, Alajuela Widzów: 14 000 Sędzia: Marco Rodríguez (Meksyk) |
|                        |                                               |                | |                                                                                         |

| 4 września 2004 19:00 | Kanada · Jason De Vos 82' | 1:1(0:0)raport | Honduras · Amado Guevara 88' (k.) | Commonwealth Stadium, Edmonton Widzów: 8 000 Sędzia: Benito Archundia (Meksyk) |
|                       |                           |                |                                   |                                                                                |

| 5 września 2004 12:00 | Gwatemala · Juan Carlos Plata 58' · Juan Carlos Plata 73' | 2:1(0:1)raport | Kostaryka · Alonso Solís 24' | Estadio Mateo Flores, Gwatemala Widzów: 27 460 Sędzia: Kevin Stott (Stany Zjednoczone) |
|                       |                                                           |                |                              |                                                                                        |

| 8 września 2004 20:00 | Kostaryka · Paulo Wanchope 46' | 1:0(0:0)raport | Kanada | Estadio Ricardo Saprissa Aymá, San José Widzów: 13 000 Sędzia: Ramesh Ramdhan (Trynidad i Tobago) |
|                       |                                |                |        |                                                                                                   |

| 8 września 2004 20:00 | Honduras · Amado Guevara 51' · David Suazo 65' | 2:2(0:1)raport | Gwatemala · Carlos Ruiz 20' · Dwight Pezzarossi 49' | Estadio Olimpico Metropolitano, San Pedro Sula Widzów: 40 000 Sędzia: Peter Prendergast (Jamajka) |
|                       |                                                |                |                                                     |                                                                                                   |

| 9 października 2004 15:00 | Honduras · Danilo Turcios 90+2' | 1:1(0:0)raport | Kanada · Atiba Hutchinson 73' | Estadio Olimpico Metropolitano, San Pedro Sula Widzów: 42 000 Sędzia: Kevin Stott (Stany Zjednoczone) |
|                           |                                 |                |                               | |

| 9 października 2004 19:30 | Kostaryka · Carlos Hernández 19' · Paulo Wanchope 36' · Paulo Wanchope 62' · Paulo Wanchope 69' · Rolando Fonseca 83' | 5:0(2:0)raport | Gwatemala | Estadio Ricardo Saprissa Aymá, San José Widzów: 18 000 Sędzia: Benito Archundia (Meksyk) |
|                           | |                |           |                                                                                          |

| 13 października 2004 19:00 | Kanada · Dwayne De Rosario 12' | 1:3(1:0)raport | Kostaryka · Paulo Wanchope 49' · William Sunsing 81' · Carlos Hernández 87' | Swangard Stadium, Burnaby Widzów: 4 000 Sędzia: Peter Prendergast (Jamajka) |
|                            |                                |                |                                                                             |                                                                             |

| 13 października 2004 20:00 | Gwatemala · Carlos Ruiz 44' | 1:0(1:0)raport | Honduras | Estadio Mateo Flores, Gwatemala Widzów: 26 000 Sędzia: Neal Brizan (Trynidad i Tobago) |
|                            |                             |                |          |                                                                                        |

| 17 listopada 2004 17:00 | Honduras | 0:0raport | Kostaryka | Estadio Francisco Morazán, San Pedro Sula Widzów: 18 000 Sędzia: Rodolfo Sibrian (Salwador) |
|                         |          |           |           |                                                                                             |

| 17 listopada 2004 20:15 | Gwatemala | 0:1(0:0)raport | Kanada · Dwayne De Rosario 57' | Estadio Mateo Flores, Gwatemala Widzów: 18 000 Sędzia: Marco Rodríguez (Meksyk) |
|                         |           |                |                                |                                                                                 |

## Grupa 3

### Tabela
| Reprezentacja             | Pkt | M | Z | R | P | Br+ | Br- | +/- |
| ------------------------- | --- | - | - | - | - | --- | --- | --- |
| Meksyk                    | 18  | 6 | 6 | 0 | 0 | 27  | 1   | 26  |
| Trynidad i Tobago         | 12  | 6 | 4 | 0 | 2 | 12  | 9   | 3   |
| Saint Vincent i Grenadyny | 6   | 6 | 2 | 0 | 4 | 5   | 12  | -7  |
| Saint Kitts i Nevis       | 0   | 6 | 0 | 0 | 6 | 2   | 24  | -22 |

|                           | Meksyk | Saint Kitts i Nevis | Saint Vincent i Grenadyny | Trynidad i Tobago |
| ------------------------- | ------ | ------------------- | ------------------------- | ----------------- |
| Meksyk                    | –      | 8:0                 | 7:0                       | 3:0               |
| Saint Kitts i Nevis       | 0:5    | –                   | 0:3                       | 1:2               |
| Saint Vincent i Grenadyny | 0:1    | 1:0                 | –                         | 0:2               |
| Trynidad i Tobago         | 1:3    | 5:1                 | 2:1                       | –                 |

### Wyniki
| 18 sierpnia 2004 16:00 | Saint Vincent i Grenadyny | 0:2(0:0)raport | Trynidad i Tobago · Errol McFarlane 80' · Errol McFarlane 85' | Arnos Vale Stadium, Kingstown Widzów: 5 000 Sędzia: Terry Vaughn (Stany Zjednoczone) |
|                        |                           |                |                                                               |                                                                                      |

| 4 września 2004 20:00 | Saint Kitts i Nevis · George Isaac 40' | 1:2(1:1)raport | Trynidad i Tobago · Errol McFarlane 45' · Stern John 89' | Warner Park, Basseterre Widzów: 2 800 Sędzia: Hugo Castillo (Gwatemala) |
|                       |                                        |                |                                                          |                                                                         |

| 8 września 2004 18:00 | Trynidad i Tobago · Stern John 39' | 1:3(1:2)raport | Meksyk · Jesús Arellano 1' · Jared Borgetti 19' · Jesús Arellano 80' | Hasely Crawford Stadium, Port-of-Spain Widzów: 20 000 Sędzia: Mauricio Navarro (Kanada) |
|                       |                                    |                |                                                                      |                                                                                         |

| 10 września 2004 15:00 | Saint Vincent i Grenadyny · Rodney Jack 23' | 1:0(1:0)raport | Saint Kitts i Nevis | Arnos Vale Stadium, Kingstown Widzów: 4 000 Sędzia: Roberto Delgado (Kuba) |
|                        |                                             |                |                     |                                                                            |

| 6 października 2004 17:00 | Meksyk · Jared Borgetti 31' · Jaime Lozano 54' · Jaime Lozano 63' · Jared Borgetti 68' · Jared Borgetti 77' · Sergio Santana 81' · Jared Borgetti 89' | 7:0(1:0)raport | Saint Vincent i Grenadyny | Estadio Hidalgo, Pachuca Widzów: 21 000 Sędzia: Hu Liu (Kanada) |
|                           | |                |                           |                                                                 |

| 10 października 2004 15:30 | Trynidad i Tobago · Alexander Riley 8' (sam.) · Stern John 24' · Cornell Glen 71' · Stern John 80' · Jerren Nixon 88' | 5:1(2:1)raport | Saint Kitts i Nevis · Keith Gumbs 43' (k.) | Manny Ramjohn Stadium, Marabella Widzów: 7 000 Sędzia: Ricardo Valenzuela (Stany Zjednoczone) |
|                            | |                |                                            |                                                                                               |

| 10 października 2004 16:00 | Saint Vincent i Grenadyny | 0:1(0:1)raport | Meksyk · Jared Borgetti 25' | Arnos Vale Stadium, Kingstown Widzów: 2 500 Sędzia: Nery Alfaro (Salwador) |
|                            |                           |                |                             |                                                                            |

| 13 października 2004 20:00 | Saint Kitts i Nevis | 0:3(0:1)raport | Saint Vincent i Grenadyny · Kendall Velox 19' · Shandel Samuel 65' · Kendall Velox 85' | Warner Park, Basseterre Widzów: 500 Sędzia: Alfredo Whittaker (Kajmany) |
|                            |                     |                |                                                                                        |                                                                         |

| 13 października 2004 20:30 | Meksyk · Zinha 19' · Jaime Lozano 55' · Jaime Lozano 84' | 3:0(1:0)raport | Trynidad i Tobago | Estadio Cuauhtémoc, Puebla Widzów: 37 000 Sędzia: Rodolfo Sibrian (Salwador) |
|                            |                                                          |                |                   |                                                                              |

| 13 listopada 2004 20:30 | Saint Kitts i Nevis | 0:5(0:2)raport | Meksyk · Héctor Altamirano 31' · Francisco Fonseca 40' · Sergio Santana 49' · Francisco Fonseca 57' · Sergio Santana 90+1' | Orange Bowl, Miami (Stany Zjednoczone) Widzów: 18 312 Sędzia: Roberto Moreno (Panama) |
|                         |                     |                | |                                                                                       |

| 17 listopada 2004 19:00 | Trynidad i Tobago · Hector Sam 84' · Angus Eve 90+1' | 2:1(0:0)raport | Saint Vincent i Grenadyny · Renson Haynes 49' | Hasely Crawford Stadium, Port-of-Spain Widzów: 10 000 Sędzia: Carlos Batres (Gwatemala) |
|                         |                                                      |                |                                               |                                                                                         |

| 17 listopada 2004 21:00 | Meksyk · Héctor Altamirano 10' (k.) · Luis Pérez 21' · Francisco Fonseca 44' · Luis Pérez 49' · Daniel Osorno 52' · Francisco Fonseca 56' · Sergio Santana 67' · Luis Pérez 78' | 8:0(2:0)raport | Saint Kitts i Nevis | Estadio Tecnológico, Monterrey Widzów: 12 000 Sędzia: Kevin Stott (Stany Zjednoczone) |
|                         | |                |                     |                                                                                       |